# Lenovo Yoga
Lenovo Yoga是由联想集团设计、开发和销售的一系列面向消费者的筆記型電腦和平板電腦，於2004年開始研發，2012年正式向市場上推出。